# Административно-территориальное деление Марий Эл

## Административно-территориальное устройство

На карте обозначены цифрами. Районы:
1 — Волжский, 2 — Горномарийский, 3 — Звениговский, 4— Килемарский, 5 — Куженерский, 6 — Мари-Турекский, 7 — Медведевский, 8 — Моркинский, 9 — Новоторъяльский, 10 — Оршанский, 11 — Параньгинский, 12 — Сернурский, 13 — Советский, 14 — Юринский
Города республиканского значения (городские округа):
I — Йошкар-Ола, II — Волжск, III — Козьмодемьянск.

Территория субъекта РФ, согласно Конституции Республики Марий Эл, включает в себя территории следующих административно-территориальных единиц:
- 3 города республиканского значения (Йошкар-Ола, Волжск, Козьмодемьянск);
- 14 районов (Волжский, Горномарийский, Звениговский, Килемарский, Куженерский, Мари-Турекский, Медведевский, Моркинский, Новоторъяльский, Оршанский, Параньгинский, Сернурский, Советский, Юринский).

Согласно реестру административно-территориального устройства Республики Марий Эл, районы разделены на:
- 1 город районного значения (Звенигово),
- 15 посёлков городского типа,
- 102 сельских округа.

На территории республики расположено 1616 населённых пунктов, из которых 1597 являются сельскими, а 19 — городскими (города и посёлки городского типа).

## Муниципальное устройство
В рамках муниципального устройства республики, в границах административно-территориальных единиц Марий Эл к 25 апреля 2025 года образованы 107 муниципальных образований, в том числе:
- 3 городских округа (соответствуют городам республиканского значения),
- 10 муниципальных районов (соответствуют 10 районам), которые включают:
  - 12 городских поселений (соответствуют городу районного значения и посёлкам городского типа),
  - 78 сельских поселений (соответствуют сельским округам).
- 4 муниципальных округа (соответствуют 4 районам).

## Районы и города республиканского значения (городские округа)
| №         | Русское название                                    | Марийское название                                 | Флаг | Герб | Административный центр | Площадь, км² | Население, чел. (2023 г.) | Плотность населения, чел./км² | Код ОКАТО | Код ОКТМО |
| --------- | --------------------------------------------------- | -------------------------------------------------- | ---- | ---- | ---------------------- | ------------ | ------------------------- | ----------------------------- | --------- | --------- |
| 1e-06     | Районы (муниципальные районы)                       |                                                    |      |      |                        |              |                           |                               |           |           |
| 1         | Горномарийский                                      | горномар. Кырык мары кымдем                        |      |      | город Козьмодемьянск   | 1971,47      | ↘19 891                   | 10,09                         | 88 208    | 88 608    |
| 2         | Звениговский                                        | луговомар. Провой кундем                           |      |      | город Звенигово        | 2748,78      | ↘38 830                   | 14,13                         | 88 212    | 88 612    |
| 3         | Куженерский                                         | луговомар. Кужэҥер кундем                          |      |      | пгт Куженер            | 852,83       | ↘11 637                   | 13,65                         | 88 220    | 88 620    |
| 4         | Мари-Турекский                                      | луговомар. Марий Турек кундем                      |      |      | пгт Мари-Турек         | 1513,86      | ↘17 406                   | 11,5                          | 88 224    | 88 624    |
| 5         | Медведевский                                        | луговомар. Медведево кундем                        |      |      | пгт Медведево          | 2791,18      | ↘67 681                   | 24,25                         | 88 228    | 88 628    |
| 6         | Моркинский                                          | луговомар. Морко кундем                            |      |      | пгт Морки              | 2270,08      | ↘26 138                   | 11,51                         | 88 232    | 88 632    |
| 7         | Оршанский                                           | луговомар. Оршанке кундем                          |      |      | пгт Оршанка            | 896,49       | ↘12 379                   | 13,81                         | 88 240    | 88 640    |
| 8         | Параньгинский                                       | луговомар. Параньга кундем                         |      |      | пгт Параньга           | 791,66       | ↘13 181                   | 16,65                         | 88 244    | 88 644    |
| 9         | Советский                                           | луговомар. Советский кундем                        |      |      | пгт Советский          | 1392,45      | ↘26 377                   | 18,94                         | 88 252    | 88 652    |
| 10        | Юринский                                            | луговомар. Юрино кундем, горномар. Йӱрнӹ кымдем    |      |      | пгт Юрино              | 2040,15      | ↘6141                     | 3,01                          | 88 256    | 88 656    |
| 10.000002 | Районы (муниципальные округа)                       |                                                    |      |      |                        |              |                           |                               |           |           |
| 11        | Волжский                                            | луговомар. Юлсер кундем                            |      |      | пгт Приволжский        | 913,86       | ↘20 633                   | 22,58                         | 88 204    | 88 604    |
| 12        | Килемарский                                         | луговомар. Килемар кундем горномар. Кӹлемар кымдем |      |      | пгт Килемары           | 3098,89      | ↘11 211                   | 3,62                          | 88 216    | 88 616    |
| 13        | Новоторъяльский                                     | луговомар. У Торъял кундем                         |      |      | пгт Новый Торъял       | 920,09       | ↘13 597                   | 14,78                         | 88 236    | 88 636    |
| 14        | Сернурский                                          | луговомар. Шернур кундем                           |      |      | пгт Сернур             | 1032,08      | ↘21 572                   | 20,9                          | 88 248    | 88 648    |
| 14.000003 | Города республиканского значения (городские округа) |                                                    |      |      |                        |              |                           |                               |           |           |
| 15        | Йошкар-Ола                                          | луговомар. Йошкар-Ола                              |      |      | город Йошкар-Ола       | 100,39       | ↗296 004                  | 2949                          | 88 401    | 88 701    |
| 16        | Волжск                                              | луговомар. Юлсер-Ола                               |      |      | город Волжск           | 39,47        | ↘52 164                   | 1321,61                       | 88 405    | 88 705    |
| 17        | Козьмодемьянск                                      | горномар. Цикмӓ                                    |      |      | город Козьмодемьянск   | 13,41        | ↘19 355                   | 1443,33                       | 88 405    | 88 705    |

## История

### Марийская АО
4 ноября 1920 года был принят Декрет об образовании автономной области марийского народа в составе Советской России, который определил территорию и границы области. В неё вошли Козьмодемьянский и Краснококшайский уезды, части Чебоксарского и Казанского уездов Казанской губернии, части Уржумского и Яранского уездов Вятской губернии и часть Васильсурского уезда Нижегородской губернии. Марийская АО делилась на 3 кантона: Краснококшайский, Козьмодемьянский и Сернурский.
В 1920-е годы происходило постепенное оформление территории. В 1924 году МАО переданы левобережная часть Чебоксарского уезда и нижнее Поветлужье, где образованы новые Звениговский и Юринский кантоны соответственно. Из Краснококшайского и Сернурского кантонов выделены Моркинский, Оршанский, Торъяльский и Мари-Турекский кантоны. Таким образом число кантонов увеличилось до девяти. Были упразднены волости и укрупнены сельсоветы. Произошли изменения границ с Вятской губернией и Татарской АССР. В это время произошла стабилизация границ, и с того времени они изменились незначительно.
В 1929 году Марийская автономная область вошла в состав Нижегородского края (переименованного в 1932 году в Горьковский край). В этом же году Краснококшайский кантон был переименован в Йошкар-Олинский.
30 апреля 1931 года был образован Татарский район. 10 декабря 1931 года Козьмодемьянский и Юринский кантоны были объединены в Горномарийский район.
В 1932 году все кантоны были переименованы в районы. 8 июля Татарский район стал называться Параньгинским.
В 1934 году был образован Косолаповский район.
25 января 1935 года были образованы Куженерский и Ронгинский районы. В том же году Торъяльский район переименован в Новоторъяльский.
В 1936 году были образованы Пектубаевский и Сотнурский районы. Горномарийский район был разукрупнён на Еласовский, Юринский и Козьмодемьянский районы. 5 декабря 1936 года Горьковский край был упразднён, и была образована Марийская АССР.

### Марийская АССР
26 августа 1939 года были образованы Лопатинский (с 1940 года — Волжский) и Килемарский районы.
6 декабря 1943 года были образованы Казанский, Медведевский и Хлебниковский районы.
14 февраля 1946 года Йошкар-Олинский район был преобразован в Семёновский район.
6 января 1956 года был упразднён Сотнурский район.
11 марта 1959 года упразднены Еласовский, Казанский, Косолаповский, Куженерский, Пектубаевский, Семёновский и Хлебниковский районы.
23 февраля 1960 года Ронгинский район был переименован в Советский.
1 февраля 1963 года вместо существующих районов были образованы Горномарийский, Звениговский, Мари-Турекский, Медведевский, Моркинский, Сернурский и Советский сельские районы, а также Звениговский промышленный район.
4 марта 1964 года вновь образован Новоторъяльский сельский район.
12 января 1965 года система районирования на сельские и промышленные была упразднена, и возвращена прежняя. Одновременно были образованы Волжский, Куженерский и Параньгинский районы.
30 декабря 1966 года был образован Килемарский район
31 марта 1972 года был образован Юринский район.
22 октября 1990 года Марийская АССР была преобразована в Марийскую ССР.

### Марий Эл
8 июля 1992 года Марийская ССР преобразована в Республику Марий Эл.
15 марта 2024 года муниципальные образования Килемарского района объединены в Килемарский муниципальный округ. 25 апреля 2025 года аналогично в муниципальные округа были преобразованы муниципальные образования Волжского, Новоторъяльского и Сернурского районов.
| Городские округа и районы            | Центр                | Сельские и городские поселения |
| ------------------------------------ | -------------------- | --- |
| Городской округ «Город Йошкар-Ола»   | город Йошкар-Ола     | |
| Городской округ город Волжск         | город Волжск         | |
| Городской округ город Козьмодемьянск | город Козьмодемьянск | |
| Волжский район                       | пгт. Приволжский     | |
| Горномарийский район                 | город Козьмодемьянск | Виловатовское, Еласовское, Емешевское, Красноволжское, Кузнецовское, Микряковское, Озеркинское, Пайгусовское, Троицкопосадское, Усолинское                                                                                    |
| Звениговский район                   | город Звенигово      | Звенигово, Красногорский, Суслонгер, Исменецкое, Кокшамарское, Кокшайское, Красноярское, Кужмарское, Черноозёрское, Шелангерское                                                                                              |
| Килемарский район                    | пгт. Килемары        | |
| Куженерский район                    | пгт. Куженер         | Куженер, Иштымбальское, Русско-Шойское, Салтакъяльское, Токтайбелякское, Тумьюмучашское, Шорсолинское, Шудумарское, Юледурское                                                                                                |
| Медведевский район                   | пгт. Медведево       | Краснооктябрьское, Медведево, Азановское, Азяковское, Ежовское, Знаменское, Кузнецовское, Кундышское, Куярское, Люльпанское, Нурминское, Пекшиксолинское, Русско-Кукморское, Руэмское, Сенькинское, Сидоровское, Шойбулакское |
| Моркинский район                     | пгт. Морки           | Морки, Зеленогорское, Коркатовское, Красностекловарскское, Октябрьское, Себеусадское, Семисолинское, Шалинское, Шиньшинское, Шоруньжинское                                                                                    |
| Новоторъяльский район                | пгт. Новый Торъял    | |
| Оршанский район                      | пгт. Оршанка         | Оршанка, Великопольское, Марковское, Шулкинское |
| Параньгинский район                  | пгт. Параньга        | Параньга, Алашайское, Елеевское, Илетское, Ильпанурское, Куракинское, Портянурское, Русско-Ляжмаринское, Усолинское |
| Сернурский район                     | пгт. Сернур          | |
| Советский район                      | пгт. Советский       | Советский, Алексеевское, Верх-Ушнурское, Вятское, Кужмаринское, Михайловское, Ронгинское, Солнечное |
| Юринский район                       | пгт. Юрино           | Юрино, Быковское, Васильевское, Козиковское, Марьинское, Юркинское |